# Трав'яний вуж гладкий
Трав'яний вуж глáдкий (Opheodrys vernalis) — неотруйна змія з роду Трав'яні вужі родини Вужеві. Має 3 підвиди.

## Опис
Загальна довжина коливається від 30 до 50 см. Голова трохи витягнута, очі великі. Тулуб дуже тонкий, витончений та стрункий з гладенькою лускою. Спина яскраво—зеленого кольору, черево біле. Молоді особини можуть бути коричневими або оливковими.

## Спосіб життя
Полюбляє луки, поля та рідколісся. Зрідка лазить. Активний вдень. Харчується комахами й павуками.
Зазвичай яйцекладна змія. Самиці відкладає 4—6 яєць. Вилуплення молодих вужів відбувається всередині самиці за кілька днів до відкладання яєць. У північних частинах ареалу відбувається живородіння.

## Розповсюдження
Мешкає у провінціях Канади: Саскачеван, Манітоба, Нова Шотландія, Нью-Брансвік, Онтаріо, Квебек, Острів принца Едуарда, штатах США: Північна Дакота, Південна Дакота, Небраска, Міннесота, Монтана, Айова, Міссурі, Вісконсин, Іллінойс, Мічиган, Індіана, Огайо, Західна Вірджинія, Вірджинія, Меріленд, Пенсільванія, Нью-Джерсі, Нью-Йорк, Коннектикут, Массачусетс, Вермонт , Нью-Гемпшир, Мен, Колорадо, Техас, а також у деяких районах північної Мексики.

## Підвиди
- Opheodrys vernalis blanchardi
- Opheodrys vernalis borealis
- Opheodrys vernalis vernalis